# 硫化物キノンレダクターゼ
硫化物キノンレダクターゼ（りゅうかぶつきのんれだくたーぜ、Sulfide:quinone reductase, SQR）は硫化物イオンを還元して多硫化物を生成する酸化還元酵素である。補因子としてFADを用いるフラボタンパク質。
n HS− + n キノン {\displaystyle \rightleftharpoons } 多硫化物 + n キノール
電子受容体としてユビキノン、メナキノン、またはプラストキノンを用いることができる。